# Banque nationale de Belgique
Pour les articles homonymes, voir BNB et NBB.

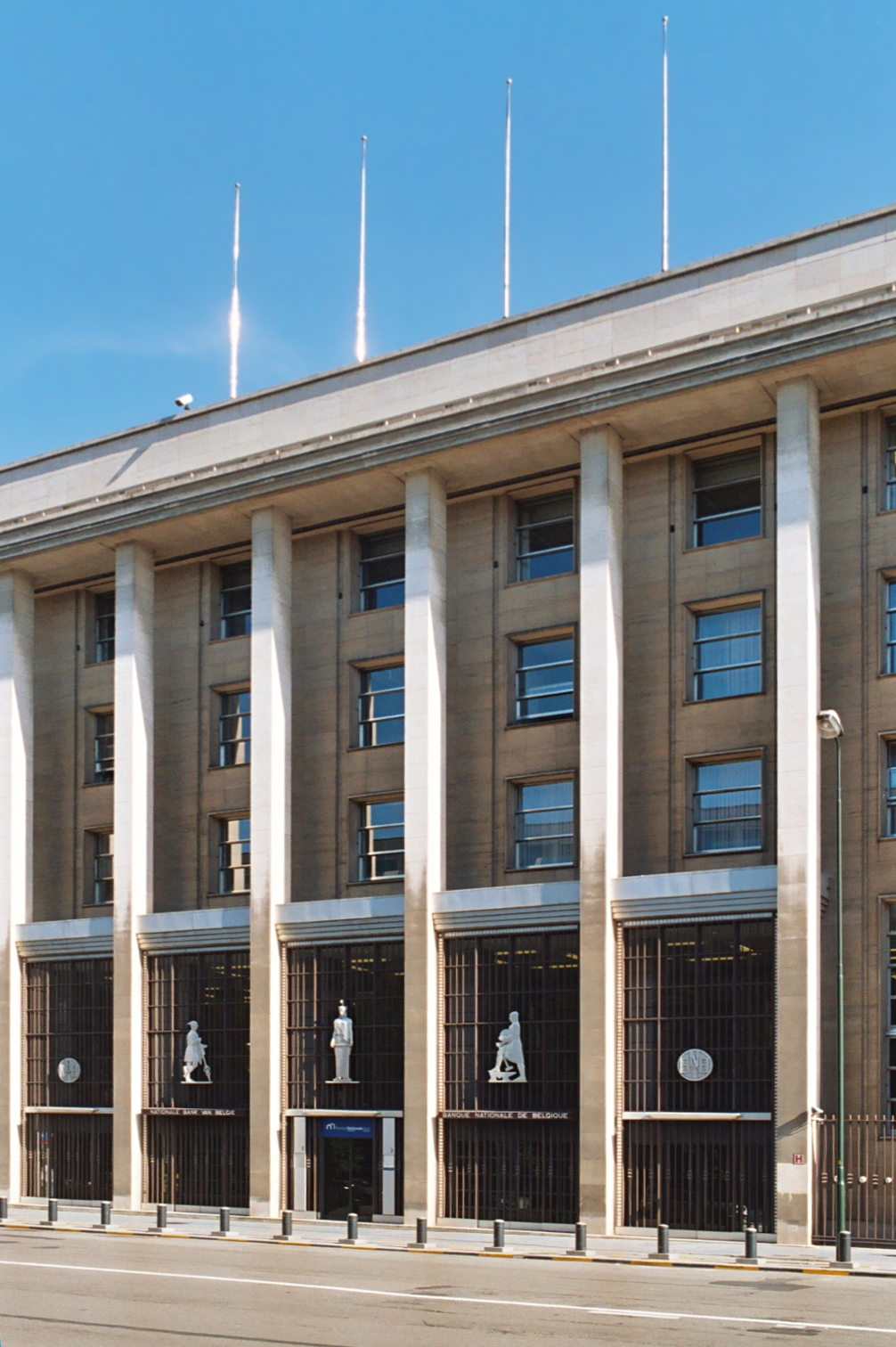
La façade.

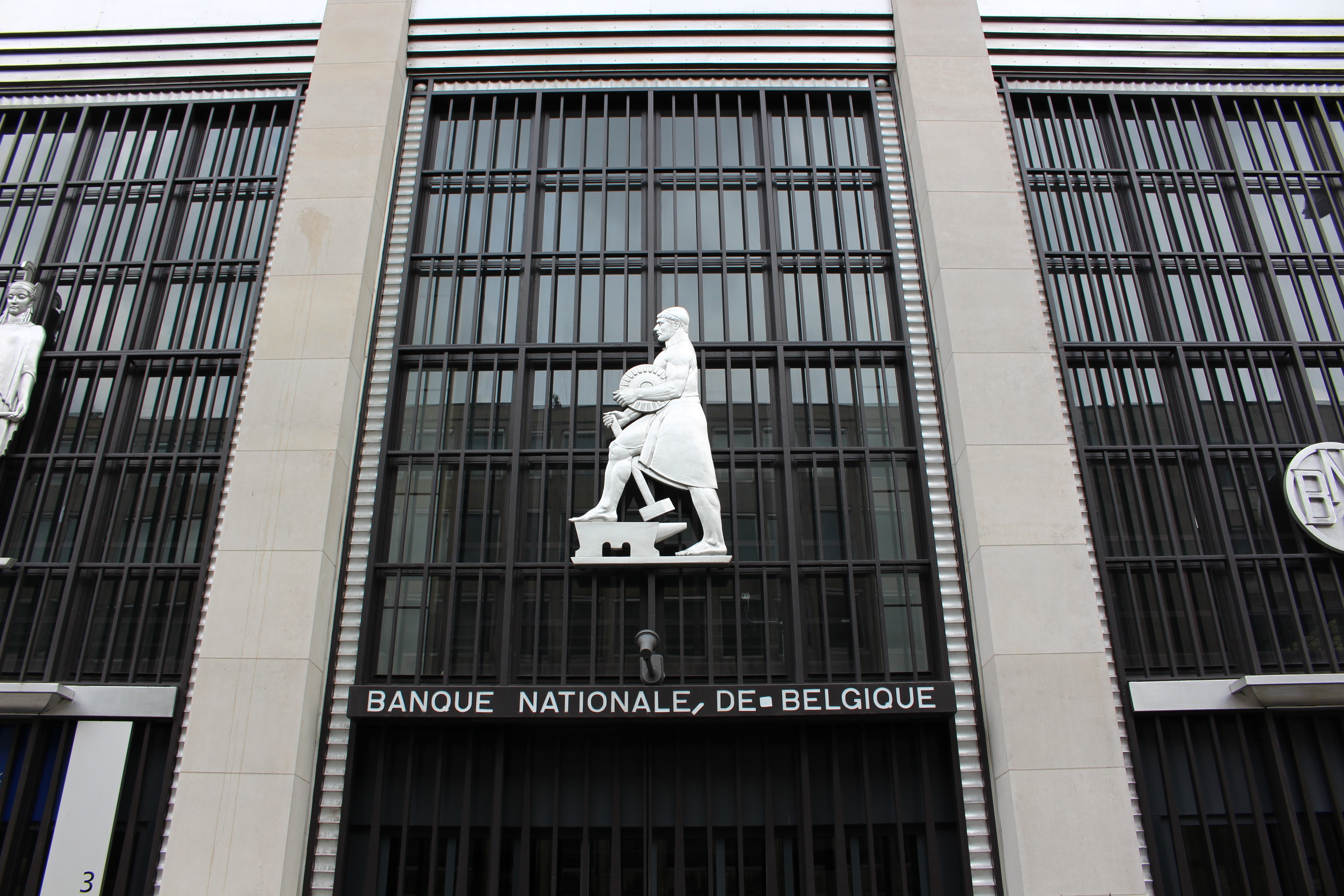
Détail de la façade.

La Banque nationale de Belgique (BNB) (en néerlandais : Nationale Bank van België (NBB) ; en allemand : Belgische Nationalbank) est la banque centrale de la Belgique depuis sa création en 1850. Elle exerce des missions d’intérêt général axées sur la stabilité monétaire. Les organes de la Banque sont le gouverneur, le Comité de direction (composé de six membres), le Conseil de régence (le gouverneur, les directeurs et quatorze régents), la Commission des sanctions et le Collège de résolution.
Depuis l’introduction de l’euro, la Banque nationale de Belgique est membre de l’Eurosystème, qui s’articule autour de la Banque centrale européenne, située à Francfort.
Le siège de la BNB se trouve boulevard de Berlaimont à Bruxelles.
Depuis le 2 janvier 2019, le gouverneur de la Banque nationale de Belgique est Pierre Wunsch,. Il a succédé à Jan Smets.

## Missions
- En vertu du traité sur le fonctionnement de l'Union européenne, le principal objectif de l’Eurosystème est de maintenir la stabilité des prix. En tant que membre de l’Eurosystème, la BNB participe à la définition et à la mise en œuvre de la politique monétaire.
- La BNB doit veiller à la stabilité financière et surveiller le système financier belge (banques, compagnies d’assurances, sociétés de bourse et établissements de paiement).
- La BNB doit assurer la sécurité des billets et l’efficacité des systèmes de paiement.
- La BNB collecte et fournit des données et des analyses économiques et financières.

Outre les missions qui lui sont confiées en sa qualité de membre de l’Eurosystème, la Banque nationale exerce de nombreuses autres activités au niveau international :
- La BNB participe activement à la coopération internationale (notamment dans le cadre du Fonds monétaire international, de la Banque des règlements internationaux, de l’Organisation de coopération et de développement économiques, de l’Union européenne et de l’Organisation mondiale du commerce).
- La BNB fournit des services de gestion des réserves à d’autres banques centrales ou autorités monétaires, à des pays et à des organisations internationales.
- En sa qualité de banque centrale, la BNB propose des services au secteur financier (par exemple aux établissements de crédit). Ces services incluent entre autres le système de liquidation de titres NBB-SSS et les services TARGET, qui garantissent la libre circulation de la monnaie, des titres et des gages à travers l’Europe.

La BNB a un certain nombre d'activités pour l’État belge:
- La BNB rend des services à l’État. Elle joue notamment le rôle de caissier de l’État, qui consiste à centraliser les recettes et les dépenses de l’État fédéral sur le compte que le Trésor belge détient auprès d’elle.
- La BNB gère également la Centrale des bilans, qui collecte et publie les comptes annuels déposés par les personnes morales.
- La BNB est chargée par les pouvoirs publics d’enregistrer tous les crédits contractés en Belgique. Cette mission est assurée par la Centrale des crédits aux particuliers et par la Centrale des crédits aux entreprises, qui consignent tous les prêts accordés et les défauts de paiement éventuels.

La BNB fournit également un éventail de services au grand public. La population peut ainsi échanger à ses guichets des espèces (billets et pièces) anciennes ou endommagées, consulter le fonds documentaire spécialisé (anciennement appelé « Bibliothèque de la Banque nationale ») ou visiter son Musée. La BNB assure en outre le paiement à l’échéance de tous les coupons et titres échus de la dette publique.

## Publications
La Banque nationale joue un rôle important dans la collecte, la production, l’analyse et la diffusion d’informations économiques et financières. Elle s’efforce de diffuser ses statistiques et ses études le plus rapidement et le plus largement possible, notamment par le biais de la Revue économique et du Bulletin statistique. La Revue économique, dont la première édition remonte à juin 1926, est publiée en anglais depuis 2019. Un résumé des articles est disponible en néerlandais et en français. Elle peut être téléchargée gratuitement.
La BNB produit par ailleurs un rapport annuel en deux tomes. Le premier est traditionnellement publié en février. Il traite des évolutions économiques et financières en Belgique et au niveau international. Le second paraît au printemps, au moment de l’Assemblée générale des actionnaires. Il porte sur les comptes annuels et les activités de la Banque. Chaque année, en février et en mars, la BNB présente le premier tome de son rapport annuel lors d’une tournée d’événements organisés à différents endroits du pays.
Enfin, en tant qu’autorité de surveillance du secteur financier, la BNB publie généralement au mois de juin le Financial Stability Report. Ce rapport donne une vue d’ensemble des défis et des risques potentiels pour ce secteur.

## Histoire
La Banque nationale est une institution d’intérêt public. Elle a été créée par le ministre Walthère Frère-Orban en 1850, vingt ans après la naissance du royaume de Belgique, et a pris la forme d’une société anonyme. Elle n’a toutefois pas pour objectif principal de créer de la valeur pour ses actionnaires, mais exerce des missions d’intérêt général qui lui sont confiées par la loi. La BNB jouit par conséquent d’un statut spécifique et unique, qui est consacré dans une loi organique et qui lui garantit l’indépendance nécessaire. Elle se distingue donc des autres sociétés anonymes et des entreprises publiques classiques par sa forme juridique, ses organes et ses règles de fonctionnement spécifiques.
Au fil du temps, les missions de la Banque nationale ont évolué à plusieurs reprises. Alors qu’elle était auparavant une banque d’émission et d’escompte, elle compte maintenant parmi les membres fondateurs de l’Eurosystème. Depuis le 1er janvier 1999, la BNB fait aussi partie du Système européen de banques centrales (SEBC). Ses missions, qui relèvent de l’intérêt général, lui ont été confiées par le législateur, tant en Belgique qu’au niveau européen.
La crise financière de 2007-2008 a montré la nécessité d’améliorer la façon dont la surveillance du secteur financier était organisée. À la suite des réformes qui en ont découlé, la BNB s’est vu confier le contrôle des établissements financiers individuels, qu’on appelle contrôle microprudentiel, ainsi que le contrôle macroprudentiel, qui consiste à veiller au bon fonctionnement du système financier dans son ensemble. La BCE assure quant à elle le contrôle des banques les plus importantes en Europe dans le cadre du mécanisme de surveillance unique (MSU) créé en 2014.
L’imprimerie de la Banque nationale a fermé ses portes en août 2020. Depuis lors, la BNB n’imprime plus elle-même de billets en euros. Après le démantèlement de cette activité, le bâtiment de l’imprimerie a été vendu.
La BNB est aussi membre de l’Economic Risk Management Group (ERMG), chargé d’épingler et de combattre les conséquences économiques de la pandémie de coronavirus en Belgique.
Fin 2020, la Banque comptait 1 680 travailleurs à équivalents-temps plein. Ces dernières années, les nombreux départs à la retraite et le recrutement de nouveaux collaborateurs ont fait baisser l’âge moyen du personnel.
Depuis plusieurs années, la BNB s’efforce également de se profiler comme une organisation inclusive et sociétalement responsable. Elle a ainsi consacré pour la première fois un chapitre de son Rapport d’entreprise 2020  à la responsabilité sociétale des entreprises (RSE). Elle y décrit en détail les mesures qu’elle a mises en place dans les domaines de la durabilité et du climat.

### La Société générale et la Banque de Belgique
De 1830, année de la naissance de l'État belge, à 1850, c'est la Société générale de Belgique qui assure la fonction de banque centrale. Elle fut fondée à Bruxelles par Guillaume Ier, roi du royaume uni des Pays-Bas, dans le but de financer la dette publique. La banque sert alors de levier à l'industrialisation. De plus, elle joue le rôle de caissier de l'État étant donné que, à l'époque, de grandes sommes étaient utilisées pour des opérations de crédit. Elle pouvait alors, à ce moment, être qualifiée de banque mixte. La Société générale détenait le droit d'émission des billets, c'est-à-dire qu'elle mettait en circulation des billets de banque en échange de crédits à court terme ou de métaux précieux. Après la révolution de 1830-1831, Meeûs fut nommé gouverneur de la banque. Il poursuivra la politique de Guillaume Ier mais donnera aussi à la banque un rôle central dans le processus de l'industrialisation de la Belgique.
Cependant, à la suite d'un conflit concernant la fonction de caissier de la Société générale, est créée une institution concurrente : la Banque de Belgique. À ce moment, le roi des Belges est Léopold Ier et c’est Charles De Brouckère qui va prendre la tête des opérations. Les deux institutions vont alors entrer dans une certaine concurrence étant donné qu’elles sont les deux principales banques émettrices.
En 1838 survient alors une crise économique. Une menace de guerre est à nouveau présente, la vie économique baisse et la Banque de Belgique se porte mal. À la fin de l'année 1838, elle est obligée de suspendre ses activités. Elle décide alors de ne s’occuper plus que de la gestion d’épargne. Elle en vient à « prêter » généreusement des personnes ayant déjà des dettes dans la Société générale. La banque est alors aidée par les Rothschild qui vont aller représenter la banque à Paris. Le ministre des finances aide alors financièrement la banque afin qu'elle puisse reprendre ses activités. Une période de reconstruction de la Banque suivra.
Vers 1848 il s’ensuit une période de crises successives, internes et externes bouleversant le paysage politique, social et économique. Cette crise économique est générale mais elle est plus frappante dans quelques régions. Par ces crises ont été révélés plusieurs problèmes.
Victor Hugo a été un important actionnaire de la Banque nationale de Belgique grâce aux revenus de son roman Les Misérables. Certains gouverneurs sont très célèbres, tels que Maurice Frère.

### Création de la Banque nationale et ses suites
C'est Walthère Frère-Orban qui est à l'origine de la création de la Banque nationale de Belgique. Il crée aussi une caisse de retraite pour les ouvriers, qui connaît un succès mitigé.
Après de nombreuses négociations, Frère-Orban a signé avec la Société générale et la Banque de Belgique deux conventions. Selon le prescrit de ces deux conventions, la Société, d’une part, et la Banque, d’autre part, s’uniraient afin de participer à la formation du capital d’une banque nouvelle, nommée la Banque nationale de Belgique. Néanmoins, ces deux institutions n’ont point été supprimées. Elles ont subsisté comme établissements industriels. Peu de temps après, un projet de loi instituant « la Banque nationale » fut introduit par le Parlement. Ainsi, par la loi du 5 mai 1850, la Banque nationale de Belgique voyait le jour.
Cette institution avait diverses missions. Tout d’abord, il s’agissait de séparer des affaires industrielles, l’escompte et l’émission. Ensuite, un second but était d’installer l’unité dans la circulation des billets de banque et de pouvoir le plus vite possible convertir ces billets. Enfin, un autre rôle capital était de contribuer à la centralisation et à l’affermissement de la gestion des finances publiques. Le privilège d’émission, ou en d’autres termes le monopole de création des billets, fut attribué à la Banque nationale par le législateur.
À la suite de plusieurs mesures comme l’octroiement du cours légal au billet de la Banque nationale, la confiance dans le billet de banque ne fait qu’augmenter durant les années suivantes jusqu’en 1914. De ce fait, les monnaies métalliques seront de moins en moins utilisées. Il est même pertinent de parler de prééminence du billet sur les pièces de monnaie métalliques.

### La Première Guerre mondiale
Peu avant l'éclatement de la Première Guerre mondiale, le 26 août 1914, le ministre des Finances de l'époque, Michel Levie, ordonne à la Banque nationale d'expédier les avoirs de l'État belge ainsi que le matériel servant à la production de billets de banque à Londres. C'est la raison pour laquelle l'occupant allemand lui retire son privilège d'émission, par un arrêté du 20 décembre 1914, afin de le confier à la Société générale. Néanmoins, les billets de banque seront tout de même imprimés grâce aux presses de la Banque nationale sous le contrôle d'un département de la Société générale. Une fois la guerre terminée, la Banque nationale recouvra son privilège d'émission.

### L'entre-deux-guerres
Avec la crise économique de 1929 marquée par une forte inflation, la Banque nationale de Belgique va être amenée à imprimer des billets de valeurs de plus en plus importante jusqu'à atteindre un record historique avec un billet de 10 000 francs. Toujours durant l'entre-deux-guerres, la Banque nationale de Belgique va émettre pour la première fois de son histoire des billets de banque à l’effigie du couple royal.

### La Seconde Guerre mondiale
Au début de la Seconde Guerre mondiale, la Banque nationale de Belgique va s'enfuir en France ce qui va bloquer le mécanisme monétaire. En juin 1940, les réserves d'or et de devises de la Banque nationale sont abritées quelques semaines à la Banque de France de Poitiers, avant de partir pour Londres via Bordeaux. En suivant la logique de la doctrine Galopin, le comité qui porte le même nom (à savoir « comité Galopin ») va obtenir le droit d'émettre des billets de banque via une nouvelle institution qui est la Banque d'émission. À la suite du retour de la Banque nationale en Belgique quelques semaines plus tard, l'émission des billets de banque est reprise par la Banque nationale.

### L'entrée dans l'euro
Avec le traité de Maastricht, signé le 7 février 1992, il y a un chemin qui est fait vers l'unification monétaire pour les pays de la zone euro. Cela passe tout d'abord par la création de la Banque centrale européenne le 1er janvier 1999. La Banque nationale de Belgique va lui transférer certaines compétences en matières monétaires. Actuellement, la Banque nationale de Belgique détient 2,48 % du capital de la Banque central européenne.
Le 1er janvier 2002 est marqué par le passage à l'euro dans la lignée de l'unification monétaire décidée par le traité de Maastricht. C'est donc à partir de cette date que la Banque nationale de Belgique va émettre des billets et des pièces en euro.

## Actionnariat
La BNB est l'une des rares banques centrales en Europe qui est encore une société privé et dont les actionnaires ne sont pas exclusivement l'Etat (les autres exemples sont la Grèce, la Suisse et l'Italie).
L'action de la BNB est ainsi cotée en bourse. Le 21 septembre 2022, la cotation de l'action de la BNB a été suspendue après l'effondrement de son cours en raison d'informations selon lesquelles la banque enregistrerait des pertes à la suite des brusques hausses des taux d'intérêt décidées par la Banque centrale européenne.
La BNB a en effet réalisé une perte de 580 M€ en 2022, une perte de 3,37 Md€ en 2023 et prévoit encore une perte de 3,7 Md€ en 2024. Le cours de l'action était, en janvier 2025, au plus bas historique depuis 1990, selon Bloomberg.
Malgré ces pertes, il n'est actuellement pas prévu que la BNB demande une recapitalisation au gouvernement belge. La BNB a clairement indiqué qu'elle pourrait fonctionner avec des fonds propres négatifs.

## Organes de la Banque nationale de Belgique

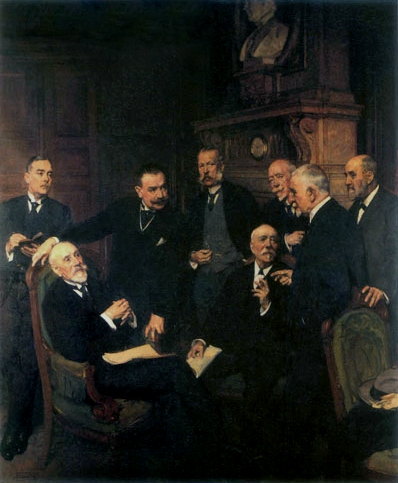
Réunion du conseil d'administration de la Banque nationale, 1918

### Le gouverneur
Le gouverneur est désigné par le roi. Son mandat est quinquennal et renouvelable. Le gouverneur a de multiples fonctions, il gère la banque nationale, il commande également le comité de direction, le conseil de régence ainsi que les assemblées générales. Par ailleurs, il est membre du Conseil des gouverneurs de la Banque centrale européenne. En dépit de sa nomination, il peut être démis de ses fonctions en cas de faute grave ou dans le cas où il ne répond plus aux conditions.
Le gouverneur actuel est Pierre Wunsch.

### Le comité de direction
Le comité de direction de la BNB a pour mission de gérer et d’administrer, il oriente sa politique. Il a pour compétence la nomination ainsi que la révocation du personnel. Il est composé du gouverneur et de cinq directeurs au maximum. Ils sont nommés par le gouvernement, après avis consultatif du conseil de régence.
Depuis Septembre 2023, les membres du comité de direction sont : Géraldine Thiry, Vincent Magnée, Tom Dechaene, Tim Hermans (directeur–secrétaire) et Steven Vanackere (vice-gouverneur).

### Le conseil de régence
Le conseil de régence de la Banque nationale s’occupe des questions générales, de la politique monétaire ainsi que de la situation économique tant bien de la Belgique que de la communauté européenne. Il est également compétent pour déterminer les règles comptables, approuver les comptes annuels, rapports annuels ainsi que le budget des dépenses.

### La commission des sanctions
La Banque nationale contrôlant des établissements, la commission des sanctions a pour but d’infliger des amendes administratives telles que prévues par des lois applicables.

### Le collège de résolution
Le collège de résolution de la Banque nationale de Belgique a pour mission d’exécuter les pouvoirs de résolutions et d’apposer les instruments de résolution.

## Liste des gouverneurs de la Banque nationale de Belgique depuis 1850
| Rang | Nom                         | Mandat                          |     | Rang              | Nom         | Mandat |
| ---- | --------------------------- | ------------------------------- | --- | ----------------- | ----------- | ------ |
| 1er  | François-Philippe de Haussy | (1850-1869)                     | 13e | Georges Theunis   | (1941-1944) |        |
| 2e   | Eugène Prévinaire           | (1870-1877)                     | 14e | Maurice Frère     | (1944-1957) |        |
| 3e   | André-Eugène Pirson         | (1877-1881)                     | 15e | Hubert Ansiaux    | (1957-1971) |        |
| 4e   | Alexandre Jamar             | (1882-1888)                     | 16e | Robert Vandeputte | (1971-1975) |        |
| 5e   | Eugène Anspach              | (1888-1890)                     | 17e | Cecil de Strycker | (1975-1982) |        |
| 6e   | Victor Van Hoegaerden       | (1891-1905)                     | 18e | Jean Godeaux      | (1982-1989) |        |
| 7e   | Théophile de Lantsheere     | (1905-1918)                     | 19e | Fons Verplaetse   | (1989-1999) |        |
| 8e   | Léon Van der Rest           | (1918-1923)                     | 20e | Guy Quaden        | (1999-2011) |        |
| 9e   | Fernand Hautain             | (1923-1926)                     | 21e | Luc Coene         | (2011-2015) |        |
| 10e  | Louis Franck                | (1926-1937)                     | 22e | Jan Smets         | (2015-2019) |        |
| 11e  | Georges Janssen (en)        | (1938-1941)                     | 23e | Pierre Wunsch     | (2019- )    |        |
| 12e  | Albert Goffin               | (16 juillet - 27 novembre 1941) |     |                   |             |        |

### Liste des directeurs de la Banque nationale de Belgique depuis 1850
- Steven Vanackere

## Musée

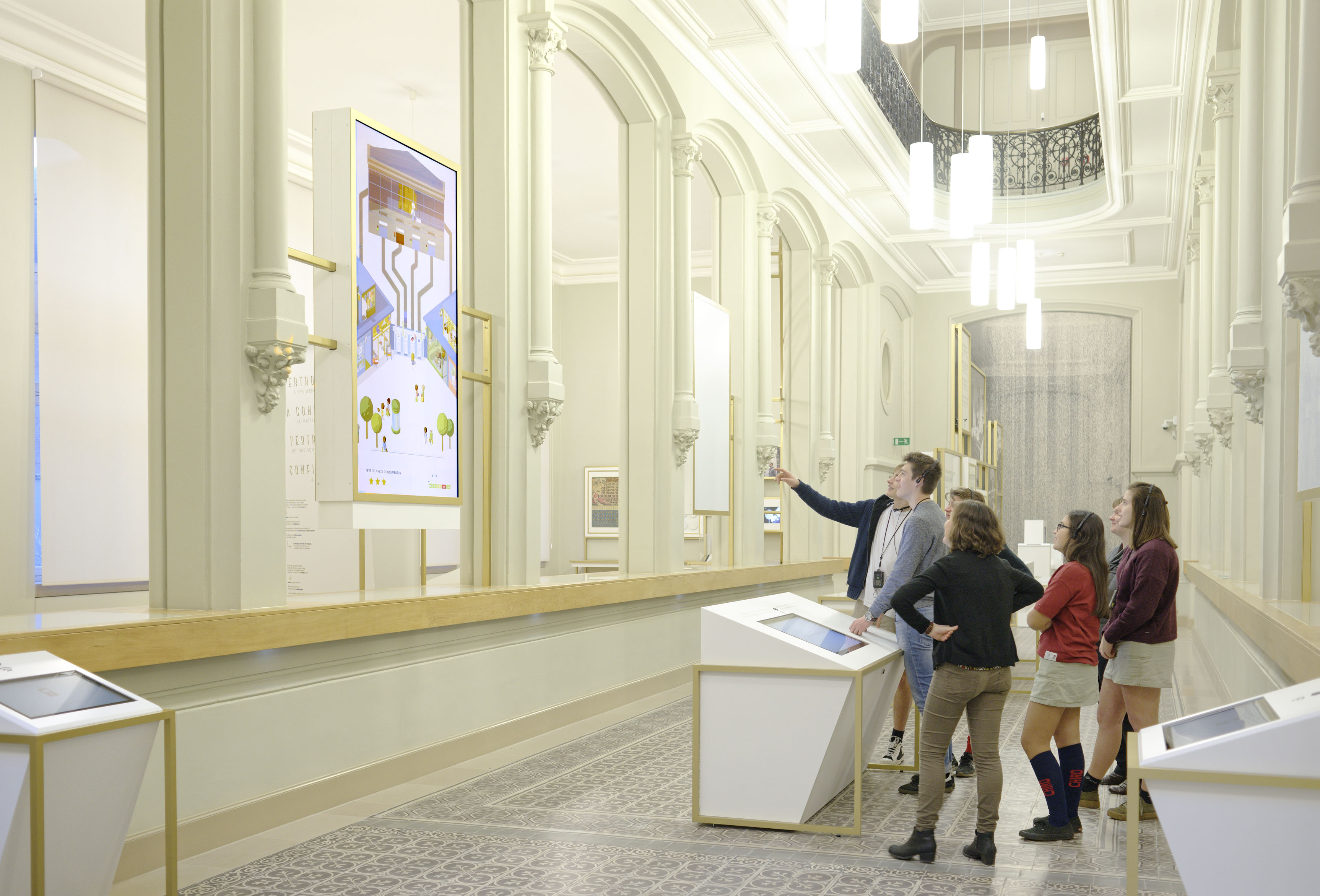
Le musée de la Banque nationale de Belgique, rue Montagne aux Herbes Potagères 57, 1000 Bruxelles.

Le musée de la Banque nationale de Belgique se situe depuis janvier 2018 à la rue Montagne aux Herbes Potagères no 57 au centre de Bruxelles.
Implanté dans un ancien bâtiment bancaire datant du XIXe siècle, le musée de la Banque nationale de Belgique vous propose de découvrir l’histoire de l’argent et les activités d’une banque centrale aujourd’hui. Le musée, qui se veut interactif et didactique, offre des visites guidées à tous les groupes d’âges et son entrée est gratuite.

## Fonds documentaire
Le Fonds documentaire de la Banque nationale reprend l’ensemble des références de sa Bibliothèque qui a fermé ses portes en 2016. Il est spécialisé en économie, finances et politique monétaire et constitue l’une des collections historiques les plus complètes du pays. Ce fonds comprend près de 100 000 ouvrages et quelque 1 300 revues. La consultation de ses ouvrages se fait exclusivement par le biais du prêt entre bibliothèques via le catalogue du réseau LIBIS.

### Référénces
1. ↑  (en) « Belgium Foreign Exchange Reserves, 1999 – 2024 | CEIC Data » [archive du 26 mars 2024], sur www.ceicdata.com (consulté le 11 juin 2025)
2. ↑  « Gouvernance d'entreprise et calendriers », sur www.nbb.be (consulté le 21 février 2022)
3. ↑  « Qui est ce Pierre Wunsch qui va devenir le gouverneur de la Banque nationale ? », sur lesoir.be (consulté le 27 février 2017)
4. ↑  « Pierre Wunsch devient le 23e gouverneur de la Banque nationale | nbb.be », sur www.nbb.be (consulté le 10 janvier 2019)
5. ↑  « BNB: Curriculum du gouverneur Jan Smets », sur bnb.be (consulté le 16 mars 2015)
6. ↑  « Revue économique », sur www.nbb.be (consulté le 21 février 2022)
7. ↑  « Rapports annuels », sur www.nbb.be (consulté le 21 février 2022)
8. ↑  « Financial Stability Report », sur www.nbb.be (consulté le 21 février 2022)
9. ↑  « Rapport 2020 - Rapport d'entreprise », sur www.nbb.be (consulté le 21 février 2022)
10. ↑  Erik Buyst et Banque nationale de Belgique, La Banque nationale de Belgique, du franc belge à l'euro : un siècle et demi d'histoire, Editions Racine, 2005 (ISBN 2-87386-443-5 et 978-2-87386-443-9, OCLC 82477064, lire en ligne)
11. 1 2  Els Witte, La Construction de la Belgique, Bruxelles, Le Cri, 2010, 239 p. (ISBN 978-2-87106-535-7), p. 19
12. ↑  Els Witte, La Construction de la Belgique, Bruxelles, Le Cri, 2010, 236 p. (ISBN 978-2-87106-535-7), p. 13
13. ↑  Anne Vincent et Charles-Xavier Tulkens, « La Société générale de Belgique et la
Générale de banque. Intégration dans deux groupes distincts », Courrier
hebdomadaire du CRISP,‎ 1998, p. 3 (ISSN 0008-9664, lire en ligne)
14. 1 2 3  Els Witte, La Construction de la Belgique, Bruxelles, Le Cri, 2010, 236 p. (ISBN 978-2-87106-535-7), p. 145-146
15. 1 2 3  Herman Van der Wee et Karel Tavernier, La banque nationale de Belgique et l’histoire monétaire entre les deux guerres mondiales, Bruxelles, La Banque Nationale, 1975, 542 p., p. 14-15
16. ↑  Els Witte, La Construction de la Belgique, Bruxelles, Le Cri, 2010, 239 p. (ISBN 978-2-87106-535-7), p. 147
17. ↑  « 1830-1914: pièces et billets d'une jeune nation », sur nbb.be (consulté le 5 décembre 2016)
18. ↑  Els Witte, La Construction de la Belgique, Bruxelles, Le Cri, 2010, 239 p. (ISBN 978-2-87106-535-7), pp. 145-150
19. ↑  Eliane Gulbin et Jean-Pierre Nandrin, La Belgique libérale et bourgeoise, Bruxelles, Le Cri, 2010, 190 p. (ISBN 978-2-87106-543-2), p.9
20. 1 2 3  Paul Hymans, Frère-Orban Tome 1, Bruxelles, Lebègue, 1905, 570 p., p. 301-304
21. ↑  « La première action de la Banque nationale de Belgique », sur NBB Museum (consulté le 26 août 2021)
22. ↑  Loi du 22 février 1998 fixant le statut organique de la Banque Nationale de Belgique, art. 2, al. 2.
23. 1 2 3  « 1914-1944: guerres et soubresauts monétaires », sur bnb.be (consulté le 7 décembre 2017)
24. ↑  Xavier Mabille, « La Société générale de Belgique. Eléments pour une histoire de la Banque mixte 1822-1934 », Courrier hebdomadaire du CRISP,‎ 1993, p. 53 (ISSN 0008-9664)
25. 1 2  Michel Dumoulin, L'entrée dans le XXe siècle, Bruxelles, Le Cri, 2010, 188 p. (ISBN 978-2-87106-545-6), p. 39
26. ↑  Roger Picard, La Vienne dans la guerre 1939/1945 : la vie quotidienne sous l’Occupation, Lyon : Horvath, 1993. 264 pages.  (ISBN 2-7171-0838-6), p. 8
27. ↑  « Eurosystème », sur bnb.be (consulté le 6 décembre 2017)
28. ↑  Yves Delvaux, « La préparation de la Belgique à l'Union économique et monétaire », Courrier hebdomadaire du CRISP,‎ 1996, p. 44 (ISSN 0008-9664)
29. ↑  « BNB: Banque Nationale de Belgique Stock Price Quote - EN Brussels - Bloomberg », sur Bloomberg.com (consulté le 16 août 2024)
30. ↑  « Bourse de Bruxelles: l’action de la BNB suspendue », sur Le Soir, 21 septembre 2022 (consulté le 16 août 2024)
31. ↑  « La BNB s'enfonce dans les tréfonds de la Bourse de Bruxelles », sur L'Echo, 16 janvier 2025 (consulté le 21 janvier 2025)
32. ↑  Philippe Galloy, « Pas d'obligation de renflouement automatique de la BNB », L'Echo,‎ 13 août 2024 (lire en ligne)
33. ↑  « Comité de direction », sur www.nbb.be (consulté le 31 décembre 2021)
34. ↑  « Géraldine Thiry entre (enfin) au comité de direction de la BNB », sur Le Soir, 1er septembre 2023 (consulté le 11 octobre 2023)
35. ↑  « Informations pratiques », sur www.nbbmuseum.be (consulté le 1er juillet 2019)